# Gura Căluiu
Gura Căluiu – wieś w Rumunii, w okręgu Aluta, w gminie Călui. W 2011 roku liczyła 607 mieszkańców.